# Oliarus niuginiensis
Oliarus niuginiensis är en insektsart som beskrevs av Van Stalle 1989. Oliarus niuginiensis ingår i släktet Oliarus och familjen kilstritar. Inga underarter finns listade i Catalogue of Life.